# André Diniz
André Diniz (Rio de Janeiro, 5 settembre 1975) è un fumettista brasiliano.

## Biografia
Ha vinto il Troféu HQ Mix, il più importante premio brasiliano legato al fumetto, più volte dal 2001 nelle categorie "Miglior scrittore" e "Miglior editore" con la sua casa editrice Nona Arte. 
Una delle opere più importanti di André è il romanzo grafico Morro da Favela, che racconta la storia del fotografo brasiliano Maurício Horta, che è nato e cresciuto a Morro da Providência, la prima favela di Rio de Janeiro. Questo graphic novel ha vinto il Troféu HQ Mix 2012 come "migliore edizione speciale" ed è stato anche pubblicato in Portogallo, nel Regno Unito (come "Picture a Favela") e in Francia (con il nome "Photo de la Favela"). 
Nel 2018 André ha pubblicato un adattamento comico per L'idiota di Fëdor Dostoevskij, e il romanzo grafico Olimpo Tropical (con Laudo Ferreira Jr.), entrambi pubblicati in Brasile e Portogallo.

## Riconoscimenti
Prêmio Angelo Agostini
- 2001 – Roteirista
- 2003 – Editor
- 2004 – Troféu Jayme Cortez

Troféu HQ Mix
- 2004 – Roteirista nacional
- 2010 – Roteirista nacional
- 2012 – Roteirista nacional
- 2013 – Destaque internacional
- 2014 – Destaque internacional
- 2015 – Destaque internacional

Prêmio DB Artes
- 2006 – Homenagem especial